# Herzogtum Auschwitz

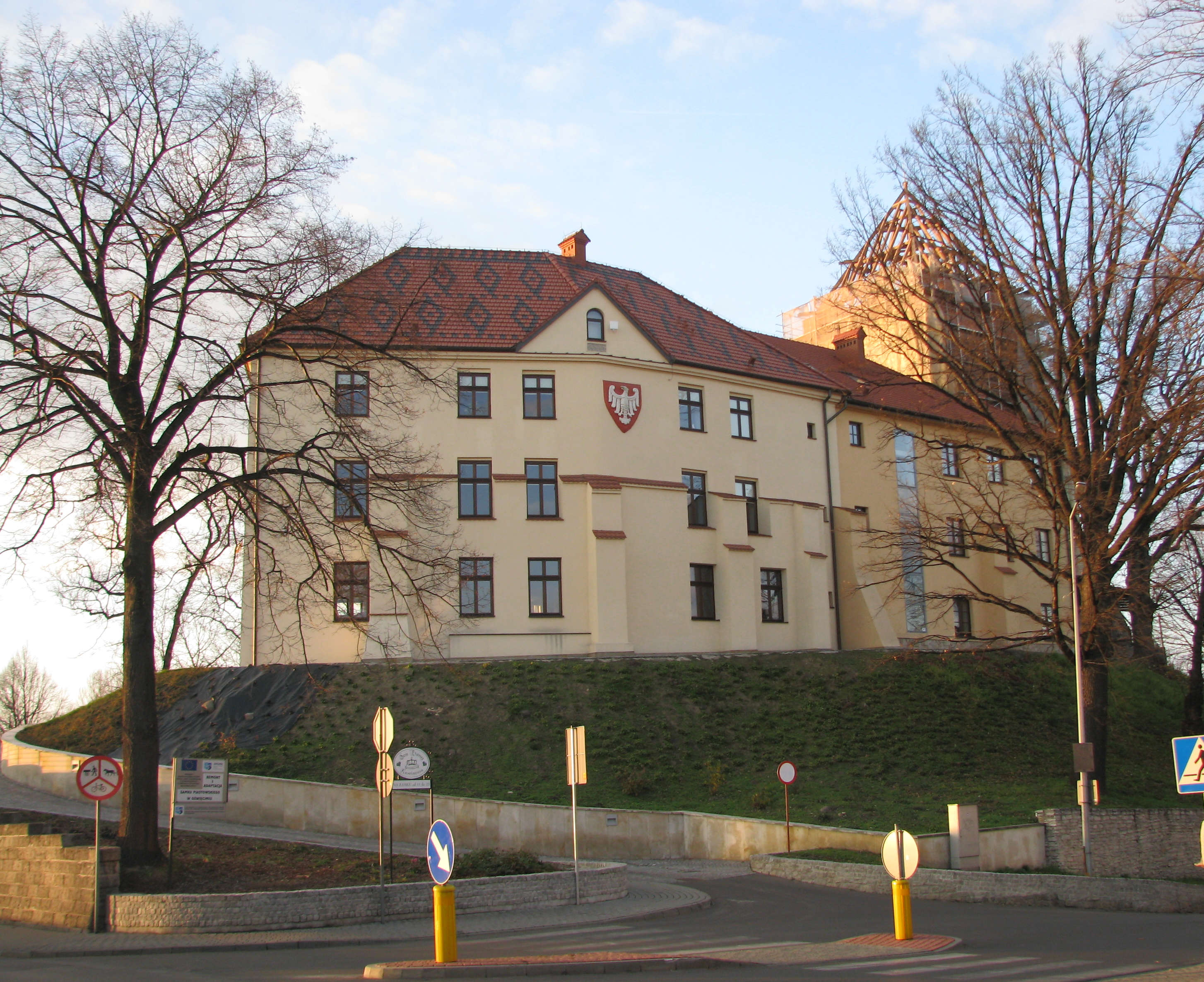
Herzogliches Schloss Auschwitz

Das Herzogtum Auschwitz (polnisch Księstwo Oświęcimskie; tschechisch Osvětimské knížectví) entstand etwa 1315 als Folge der Teilung des Herzogtums Teschen. Es wurde von den Schlesischen Piasten regiert, die es 1457 an den polnischen König verkauften. 1564 wurde es dem Königreich Polen angeschlossen. Residenzort war die Stadt Auschwitz.

## Geschichte

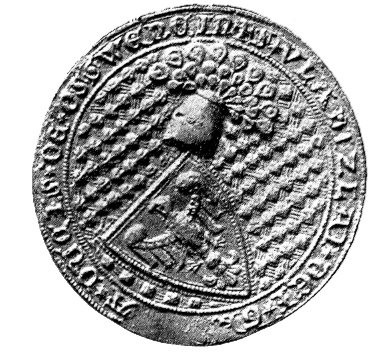
Wappen Władysławs I. 1317

Schlesien in der Zeit 1309–1311, mit dem Herzogtum Teschen im Südosten, in Gelb, vor der Abtrennung von Auschwitz

Das Gebiet von Auschwitz gehörte in der Stammeszeit zu einem „Niemandsland“, das die Wislanen im Osten von den Opolanen und den Golensizen im Westen abgrenzte. Es wurde erst im 11. und 12. Jahrhundert besiedelt, als Teil Kleinpolens entlang des Verlaufs der Landstraße von Krakau durch Teschen nach Mähren. Zusammen mit weiteren benachbarten Gebieten übertrug es 1177 oder 1179 der damalige Senior Kasimir II. „der Gerechte“ dem Ratiborer Herzog Mieszko I. „Kreuzbein“, der es seinem Herzogtum Ratibor und 1202 mit diesem zusammen dem Herzogtum Oppeln inkorporierte. Die Übergabe deutet auf eine damals noch niedere Bedeutung des Gebiets hin, jedoch entwickelte es sich in der Zukunft zur gefährlichen Bedrohung für das Königreich Polen im Vorland von dessen damaliger Hauptstadt Krakau in der internationalen Politik. 1274 wurde die östliche Grenze des Herzogtums vom Fluss Skawa noch über 20 Kilometer östlich auf den Fluss Skawinka im Osten verschoben, nur ein Dutzend Kilometer von Krakau.
Bei der Teilung des Herzogtums Oppeln 1281 gelangte Auschwitz an das Herzogtum Teschen, dessen erster Herzog Mesko I. war. Die kirchliche Zugehörigkeit des Gebiets östlich der Bialka und der Weichsel, sowie die komplizierte Grenze bei Krakau (der Radwanitenkorridor und die Exklave um Krzęcin) erschwerte die Konsolidierung des östlichen Gebiets der oberschlesischen Herzöge und könnte sie zur Suche nach Protektion durch den böhmischen König bewegt haben. Mieszko (Mesko I.) wandte sich politisch Böhmen zu und schloss am 17. Januar 1291 gemeinsam mit seinem jüngeren Bruder Bolko I. in Olmütz mit dem böhmischen König Wenzel II. ein Bündnis ab. Das Bündnis war für König Wenzel, der zu dieser Zeit Anspruch auf den Krakauer Thron erhob, und schon im frühen Jahr 1291 den Titel des Herzogs von Krakau benutzte, von besonderer Bedeutung, da durch sein Gebiet die unmittelbare Wegverbindung nach Krakau führte, dessen Eroberung bei Wenzels Bestrebungen nach dem polnischen Thron wichtig war.
Gegen Ende des 13. Jahrhunderts folgte eine große deutschrechtliche Besiedlungsaktion durch Mesko I. Damals entstanden im Herzogtum Teschen-Auschwitz einige deutsche Sprachinseln, von denen die Bielitz-Bialaer Sprachinsel entlang des Flusses Biała bis nach dem 17. Jahrhundert bestehen blieb.
Nach Meskos Tod 1315 wurde für dessen zweitgeborenen Sohn Wladislaus († 1321/24) das Gebiet von Auschwitz herausgelöst und zu einem eigenständigen Herzogtum erhoben. Das neue Herzogtum hatte eine Fläche von 2.473 km², darunter auch eine kleine Exklave von etwa 60 km² im Osten, die durch den Radwanitenkorridor abgetrennt war. Wladislaus’ Sohn Johann I. ging 1327 ein Vasallenverhältnis mit dem böhmischen König Johann von Luxemburg ein. Das begleitende Dokument erwähnte zwei vollberechtigte Städte Auschwitz (Osswencin) und Zator (Zathor), sowie vier oppida Kęty (Kant, später Liebenwerde), Żywiec (Zipscha, später Saybusch), Wadowice (Wadowicz, später Frauenstadt) und Spytkowice (Spitkowicz). Als Lehen der Krone Böhmens wurde das Herzogtum gemeinsam mit den anderen Herzogtümern in Schlesien 1348 dem Heiligen Römischen Reich Deutscher Nation unterstellt. Das 15. Jahrhundert war wegen der Hussitenkriege sehr unruhig. Die Aktivität der Raubritter stieg an und verursachte eine Landflucht. Nach Józef Putek wurden die deutschstämmigen Einwohner, besonders das Rittertum, der Klerus und das städtische Patriziat, vertrieben oder sogar ermordet.
In den Jahren 1405 bzw. 1407 bis 1415 wurde das Herzogtum Auschwitz wieder mit dem Herzogtum Teschen vereinigt: nachdem die direkte Auschwitzer Linie mit dem Tod des Herzogs Johann III. 1405 erloschen war, erbte Przemislaus Auschwitz, der ein Sohn des gleichnamigen Teschener Herzogs Przemislaus I. war. Diesem fiel das Herzogtum Auschwitz nach dem nur ein Jahr später erfolgten Tod seines Sohnes zu. Im Jahr 1407 bestätigte der König Wenzel IV. von Böhmen (gleichzeitig König des Heiligen Römischen Reiches) die Belehnung des Teschener Herzogs mit dem Herzogtum Auschwitz, was das letzte urkundliche Zeugnis der tatsächlichen, böhmischen Lehensoberhoheit war. Nach Przemislaus' Tod 1410 fiel es an seinen Enkel Kasimir, einen Sohn Przemislaus' I. von Auschwitz. Da Kasimir noch nicht volljährig war, stand er bis 1414 unter der Vormundschaft seines Onkels Bolko I. Nach Kasimirs Tod 1434 verwaltete der älteste Sohn, Herzog Wenzel I. das ererbte Gebiet zugleich für seine jüngeren Brüder Primislaus/Przemko III. und Johann IV. († 1495/97). In der Zeit der Hussitenkriege führten die Auschwitzer Piasten de facto eine selbständige Politik ohne Rücksicht auf den böhmischen Landesherrn.

### Teilung und Verkauf an den polnischen König

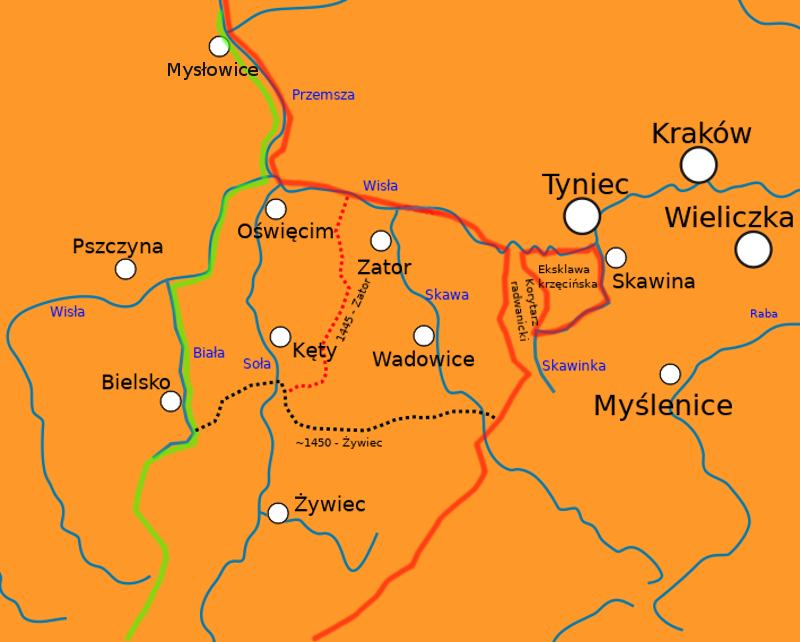
Grenzänderungen um Herzogtum Auschwitz im Mittelalter

Am Ende der Hussitenkriege war das polnisch-schlesische Grenzgebiet weithin zerstört und zu einer Belastung im polnisch-schlesischen Grenzbereich wurde die Aktivität der Raubritter. Dieses könnte eine Landflucht verursacht haben. Nach dem Tod von Kaiser Sigismund von Luxemburg stieg der Druck Polens auf das Herzogtum Auschwitz, dessen Bedeutung wegen des Konflikts zwischen Albrecht von Habsburg und Kasimir dem Jagiellonen um den polnischen Königsthron stieg. 1438 belagerte Dzierżysław (Dzierżko) von Rytwian Auschwitz und eroberte Zator, wahrscheinlich in einem anti-habsburgischen Ablenkungsfeldzug. Im Austausch gegen die Unterlassung der Besetzung von Zator musste Wenzel I. von Auschwitz-Zator die Burg Barwałd auf dem Hügel Żar, gegenüber Lanckorona, an den polnischen Adeligen Mikołaj Serafin abtreten, was am 3. Februar 1441 von Wladislaus III. von Polen und Ungarn bestätigt wurde. Dadurch wurden einige Dörfer der Starostei von Barwałd aus dem Herzogtum Auschwitz herausgelöst und an Polen angeschlossen (in perpetuum concedit).
Am 19. Januar 1445 erfolgte eine Teilung, wobei für Wenzel I. das Gebiet von Zator (673 km²) ausgegliedert wurde und Primislaus/Przemko III. das Herzogtum Tost sowie das Weichbild von Saybusch erhielt:

„das die gebitte der teylunge zu eynem rechte gehoren sulden, nemlichen Oswanczimischer und Zatorscher gebitte, sunder Zeywescher gebitte.“

Die neue Grenze wurde auf diese Weise bezeichnet:

„Und die grenitcz des genanten gebittis sal anheben zu Roczin bis ken Bulowitcz und ken Neydecke, denen vorbas ken Glambowitcz her zu newen Flosnitcz bis an die Windissche Flosnitcz und an Monowiczer oberste grenitcz, sunderlichen ausgenomen die stucke der guttere, die in dem brive des Satorischen gebittis geschrebin seint.“

Das so verkleinerte Herzogtum Auschwitz erhielt der jüngste Bruder Johann IV. Später wurde er selbst zu einem Raubritter. Im Jahr 1450 entschied sich der polnische König Kasimir IV. Jagiełło für eine militärische Intervention. In den folgenden Jahren wurde u. a. die Burg in Malec belagert und eingenommen, danach folgte die Stadt Auschwitz. 1454 wurde Johann IV. zum Lehnseid auf den polnischen König Kasimir IV. Jagiełło gezwungen, wodurch die Machtübernahme im Gebiets von Auschwitz (wie auch von Żywiec und Zator, näher zu Krakau, aber später übernommen) durch Polen beschleunigt wurde.
Mit dem drei Jahre später erfolgten Verkauf an König Kasimir IV. Jagiełło wurde das Herzogtum Auschwitz aus der Krone Böhmen ausgegliedert und von der polnischen Königsdynastie der Jagiellonen regiert. Die Verkaufsurkunde erwähnte: zwei Städte (Oświęcim und Kęty), zwei Burgen (in Oświęcim und Wołek), fünfundvierzig Dörfer.
Die Herzogtümer Oświęcim (Auschwitz) und Zator wurden als königlicher Besitz als Starosteien verwaltet. Die königlichen Gebiete Lipnik und Barwald wurden an private Familien als tenuta verpfändet. Im Gebiet entstanden einige private Latifundien (Landgüter adeliger Großgrundbesitzer), u. a. das Land Saybusch, Land Sucha und jenes der Familie Myszkowski.
1462 verzichtete in Glogau der böhmische König Georg von Podiebrad († 1471) lebenslänglich auf den Anspruch auf Oswęcim/Oswenczym, Wołek/Wolek, Szewer/Dewoz, Zator/Zathor, Berwald, Szywecz/Zilbez. 1474 entsagte Vladislav II. Jagiełło von Böhmen und Ungarn auf ewig (in perpetuum) dem Anspruch auf das ganze Gebiet.
1534 postulierten die polnischen Adelsgeschlechter im Sejm den Anschluss der Herzogtümer Auschwitz und Zator. Nachfolgend wurde der Anschluss ein wichtiges politisches Thema in Polen.

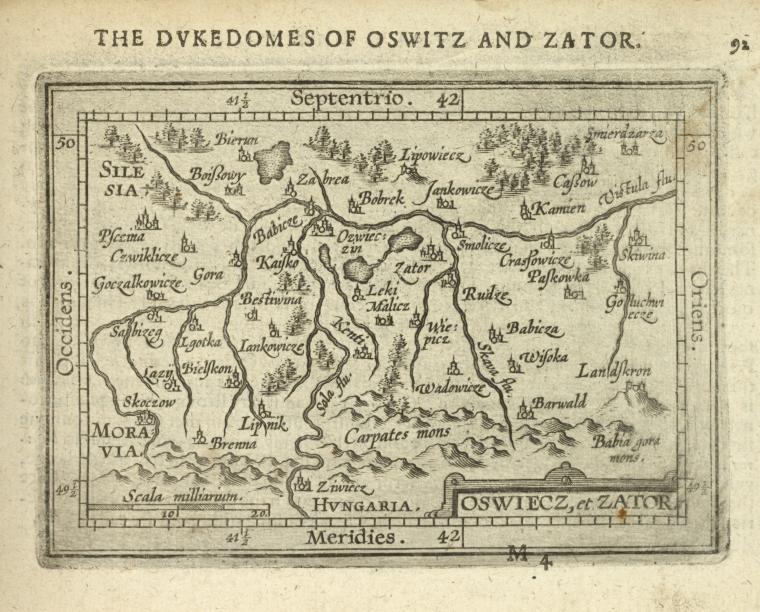
Karte des Herzogtums Auschwitz und Zator von Abraham Ortelius

### In Polen und Galizien
1564 wurde das als Kreis Schlesien in der Woiwodschaft Krakau vereinigte Gebiet der Herzogtümer Auschwitz und Zator dem Königreich Polen angeschlossen. Dadurch verlor das Gebiet die staatliche Selbstständigkeit, obwohl die Betitelung des polnischen Königs sowie einige juristische Besonderheiten in der Zeit der polnisch-litauischen Adelsrepublik bestehen blieben, z. B. wurde dort Polnisch Amtssprache an der Stelle des zuvor unter böhmischem Einfluss üblichen Tschechischen, während im restlichen Polen dagegen weiterhin Latein als solche galt. Der Kreis Schlesien wurde um 1600 ein wichtiges Zentrum der polnischen Reformation. Die Schwedische Sintflut verheerte das Gebiet und vereinnahmte die römisch-katholische Mehrheitsbevölkerung stark gegen den Protestantismus (dem das angreifende evangelisch-lutherische Königreich Schweden angehörte). In der zweiten Hälfte des 17., sowie der ersten des 18. Jahrhunderts zeigten sich separatistische Tendenzen unter den örtlichen Adelsgeschlechtern.
Im späten 18. Jahrhundert wohnten im Kreis Schlesien etwa 165.000 Einwohner. 1768 begann im Gebiet des Kreises die Konföderation von Bar („der erste polnische Nationalaufstand“). Die örtlichen Adelsgeschlechter wurden von Maciej Bobrowski (ab 1769 Antoni Wilkowski), Jan de Biberstein Starowiejski, sowie Kazimierz Lgocki geführt. 1769 versammelte sich die Führung der Aufständischen in Biala, um über das geplante Vorgehen zu diskutieren. Die Armee der Konföderation verlor jedoch in der Schlacht bei Lanckorona am 23. Mai 1771. Das Gebiet wurde bis zum April 1772 von Alexander Wassiljewitsch Suworows russischen und kosakischen Truppen besetzt.

Das Wappen des Herzogtums Auschwitz und Zator im Jahr 1772 (Galizien)

Im Verlauf der Ersten Polnischen Teilung wurde das Gebiet im Mai und Juni 1772 militärisch von den Habsburgern unter der Leitung von Richard d’Alton ohne Widerstand der geschlagenen Adelsgeschlechter besetzt. Obwohl das Gebiet nur weniger als 3 % des neu gegründeten habsburgischen Königreichs Galizien und Lodomerien ausmachte, wurde es zum strategischen Eingang ins österreichische Kronland. Damals besuchte Kaiser Joseph II. (1773 und 1779) Galizien über den Kreis Schlesien (=ehemals Herzogtum Auschwitz-Zator) und u. a. die Gouverneure Pergen, Hadik, Auersperg, Brigido, der Bischof Ziegler, sowie auch deutschsprachige Kolonisten erreichten auf diesem Weg Galizien. Um ihre Ansprüche auf das ehemals böhmische Herzogtum anzumelden, titulierte sich Kaiserin Maria Theresia in ihrer Eigenschaft als Königin von Böhmen u. a. auch als „Herzogin von Auschwitz-Zator“. Ein Jahr später wurde der Kreis Schlesien aufgelöst und stattdessen der Kreis Wieliczka (polnisch cyrkuł wielicki) errichtet. Dieser umfasste die Distrikte Biala, Saybusch und Myślenice. 1775 wurde die Zahl der Kreisdistrikte stark reduziert und das Gebiet gehörte nun zum Kreisdistrikt Zator. Die neue Verwaltungsreform im Jahr 1782 unterstellte das ganze Gebiet dem Myslenicer Kreis, dessen Sitz im Jahr 1819 in die Stadt Wadowice verlegt wurde, die dadurch die größte administrative Bedeutung des Herzogtums für Jahrzehnte erlangte.
Im Jahr 1807 waren die größten Städte im Herzogtum Auschwitz-Zator: Biala (4196 Einwohner), Kęty (3056 Einwohner), Andrychów (2663 Einwohner), Żywiec (2624 Einwohner) und Wadowice (1575 Einwohner), während Auschwitz nur 1575 und Zator 1397 Einwohner zählten.
Das ab 1818 bzw. 1820–1850 vorübergehend aus Galizien ausgegliederte und Österreichisch-Schlesien zugeordnete Herzogtum Auschwitz-Zator war in der Zeit formales Mitglied des Deutschen Bundes, obwohl es vor 1772 Polen und nicht dem Heiligen Römischen Reich unterstanden hatte. Diese scheinbar unüberlegte Entscheidung brachte keine praktischen Veränderungen in Bezug auf die administrative Oberhoheit des galizischen Guberniums in Lemberg, jedoch verstärkte sie politische und kulturelle Einflüsse aus dem deutschsprachigen Raum und die Gesellschaft der Bielitz-Bialaer Sprachinsel leistete Widerstand gegen Aufhebung dieser formellen Zuordnung zu Österreichisch-Schlesien im Deutschen Bund.
1867 fasste man Gemeinden mehrerer Gerichtsbezirke zu Verwaltungsbezirken zusammen. Das Gebiet der ehemaligen Herzogtümer Auschwitz-Zator wurde zwischen politischen Bezirken Biala, Wadowice und Saybusch aufgeteilt.
Nach dem Ersten Weltkrieg fiel das Gebiet 1918 an die Zweite Polnische Republik.

## Herzöge von Auschwitz
- 1315–1321/22: Wladislaus († 1321/22), Sohn Meskos I. von Teschen
- 1321/22–1370/72: Johann I. († 1370/72), Sohn Wladislaus
- 1370/72–1376: Johann II. († 1376), Sohn Johanns I.
- 1376–1405: Johann III. († 1405, Ende der direkten Linie Auschwitz)
- 1405–1406: Primislaus I. von Auschwitz († 1406), Sohn Primislaus I. von Teschen
- 1407–1410: Primislaus I. von Teschen († 1410), Vater von Primislaus I. von Auschwitz
- 1410–1414: Bolko I. († 1414), Sohn Primislaus I. von Teschen
- 1414–1433: Kasimir († 1433), Herzog von Auschwitz, Tost und (halb) Gleiwitz, Sohn Primislaus I. von Auschwitz
- 1433–1445: Wenzel I., † 1465, 1445–1465 Herzog von Zator; Sohn Kasimirs
- 1445–1457: Johann IV., † 1495/97, Sohn Kasimirs (verkauft das Herzogtum Auschwitz 1457 an Polen)
- 1457–1772: die Könige von Polen bzw. von Polen-Litauen sind auch Herzöge von Auschwitz (bis 1534/64 in Personalunion, danach in Realunion)
- 1772–1918: die Oberhäupter der Habsburgermonarchie (ab 1804: Kaisertum Österreich) sind nach ihrer Titulatur auch Herzöge von Auschwitz, das aber zum Kronland Galizien (ganzer Name: „Königreich Galizien und Lodomerien mit dem Großherzogtum Krakau und den Herzogtümern Auschwitz und Zator“) gehörte, 1818/20–1850 vorübergehend zum Kronland Österreichisch-Schlesien